# Marse Covington
Marse Covington è un film del 1915 diretto da Edwin Carewe. La sceneggiatura di George Ade si basa sull'omonimo suo lavoro teatrale del 1906 di cui non si conosce la data della prima messa in scena e che aveva come interprete Edward Connelly, lo stesso attore protagonista poi anche del film.

## Produzione

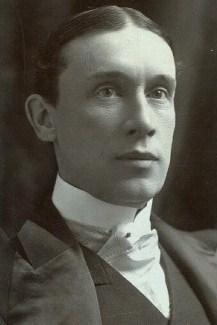
Connelly a teatro nel 1906, nel ruolo ripreso anche nel film

Il film fu prodotto dalla Rolfe Photoplays.

## Distribuzione
Il copyright del film, richiesto dalla Metro Pictures Corp., fu registrato il 12 luglio 1915 con il numero LP6430.
Il film fu distribuito dalla Metro Pictures Corporation e uscì nelle sale statunitensi il 12 luglio 1915.